# Le Vent des Aurès
Pour plus de détails, voir Fiche technique et Distribution.
Le Vent des Aurès (arabe : ريح الاوراس Rih el-Aouras) est un film algérien réalisé par Mohammed Lakhdar-Hamina, sortie en 1966.
Avec Le Vent des Aurès, Mohammed Lakhdar-Hamina signait un chef-d'œuvre réaliste aux accents épiques traversée par l’interprétation quasi muette de Keltoum. 
Le film compte parmi les classiques de la cinématographie algérienne. 

## Synopsis
Durant la guerre d'Algérie et au fin fond des campagnes algériennes (les Aurès), une mère cherche désespérément son fils raflé par l’armée française et incarcéré depuis plusieurs semaines dans un camp. 
Avec courage, elle défie les soldats français pour le trouver, allant d'un camp à l’autre, son obstination l’amène à trouver le camp dans lequel se trouve son fils, et y revenir jour après jour, indifférente aux menaces et aux intimidations des soldats français, animée par le plus pur et le plus fort des sentiments humains : l’amour d’une mère.

## Fiche technique
- Titre français : Le Vent des Aurès
- Titre original : ريح الاوراس
- Réalisation : Mohammed Lakhdar-Hamina
- Scénario : Mohammed Lakhdar-Hamina et Tewfik Farès
- Production : Mohammed Lakhdar-Hamina
- Sociétés de production : ONCIC
- Musique : Philippe Arthuys
- Montage : Hamid Djellouli et Liazid Khodja
- Son : Sidi Boumedienne Dahmane
- Pays d'origine : Algérie
- Langues originales : arabe et français
- Format : noir et blanc - Mono
- Genre : Guerre et Drame
- Durée : 95 minutes
- Dates de sortie : 
  - Algérie : 1966
  - France : février 1969

## Distribution
- Keltoum : la mère
- Mohamed Chouikh : Lakhdar
- Hassan El-Hassani : le père
- Mustapha Kateb
- Djohra Bachene dite Djamila : Zehra
- Tania Timgad
- Hadj Smaine : Si Ahmed
- Omar Tayane
- Hadjam Youcef

## Distinctions

### Récompenses
- Prix de la Première œuvre au Festival de Cannes en 1967.